# 野球帽

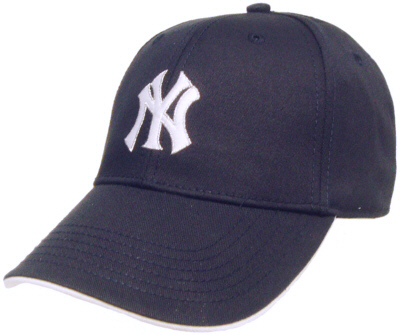
ニューヨーク・ヤンキースの野球帽

野球帽（やきゅうぼう）は、野球を行う際に着用する、あるいはそれに類似した形式の帽子。
英語では、ベースボールキャップ（baseball cap）あるいはベースボールハット（baseball hat）と呼ばれる。野球の試合の際にはユニフォームの一部として定められ、選手およびコーチには着用が義務付けられる（厳密には、MLBやNPBの公認野球規則では帽子をかぶること自体が義務ではなく「全選手が統一されたユニフォームを着用すること」が義務である。）。
帽子の正面にチームのマークやイニシャルが刺繍やワッペンなどで施されることが多い。
頭部保護の目的で着用するプラスチック製の保護帽はヘルメットと呼ぶ。
ゴルフやテニスなど野球以外の競技、また作業帽やファッションアイテム、ノベルティとしても広く用いられる。

## 概要
帽体は頭部の形に沿った椀状を基本とし、天にはリベット止めの包みボタン（「天ボタン」という）が付与され、前方にプラスチックや不織布などを芯とした目庇がつく。帽体のシルエットや庇の形状や大きさは、時代や地域などによってさまざまなスタイルがある。仕立ては6枚接ぎが最も一般的で、頭頂部付近に通気口が設けられることが多い。前面が一枚となった5枚接ぎ、6枚接ぎに前立てを追加した7枚接ぎ、クラシカルな8枚接ぎ、前後方向に分割された4枚接ぎや5枚接ぎ、4枚接ぎに前立てを追加した5枚接ぎ、円筒形のケピ帽タイプ（ピルボックス・キャップ）などのバリエーションもみられる。顎紐は通常は付かないが、飾りモールやパイピングが付与される例もある。型崩れ防止のため、正面部分はあて布や芯材で裏側から補強される。簡素な作りのものでは、生地を補強する代わりに前面内部にプラスチック製のメッシュパネルが縫い込まれる例もある。またかつては庇の裏側に緑色のフェルトが貼られていたが、1990年代以降は灰色が主流となっている。
野球競技用のものにはウールサージ織、フランネル、コットン布帛、ナイロンやポリエステル製のニット素材やメッシュなどが使用され、各人の頭囲に合わせたサイズのものが調達されるが、それ以外の汎用品にはポリウレタン、皮革、人造皮革、麻などさまざまな素材が用いられ、サイズ調整のため後部にアジャスターや面ファスナー、ベルト、ゴムなどが付属しているものが多い。近年では野球以外のスポーツで使用される例が増加しており、ゴルフキャップ、テニスキャップとして販売されているものの大半は野球帽である。ランニング用として設計されているものはコンパクトに折り畳めるように柔らかく軽量な素材で、頭頂部のボタンなどは省略される場合もある。

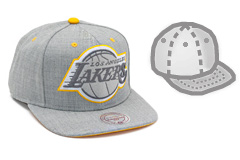
6枚接ぎ
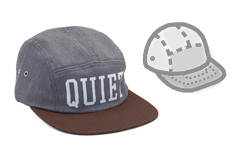
5枚接ぎ
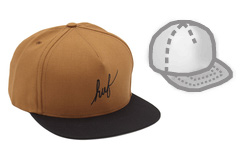
前面が1枚仕立てのもの
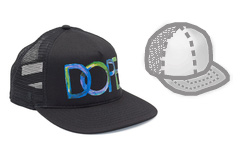
後部がメッシュのもの
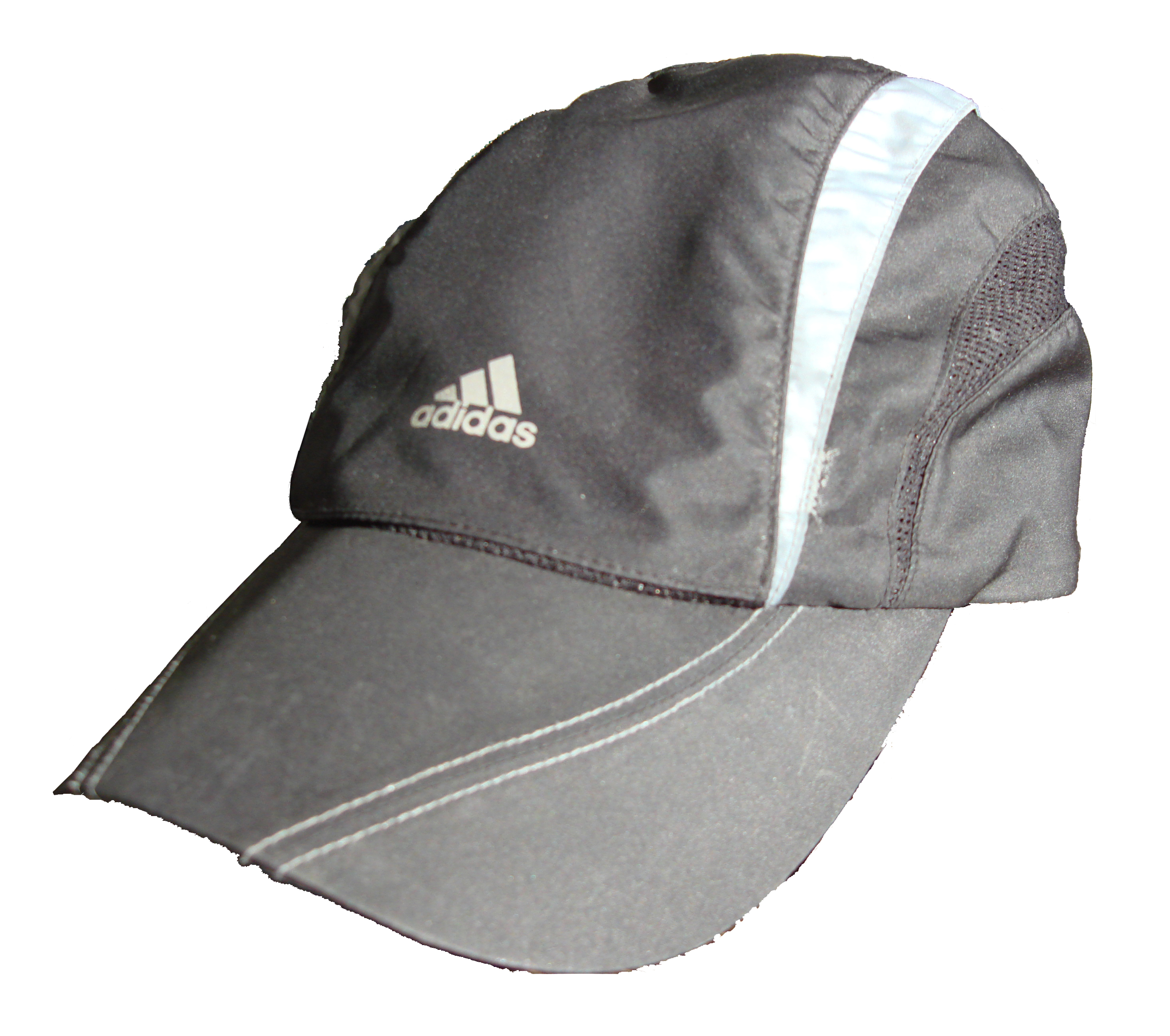
前後方向の5枚接ぎ（ランニング用）
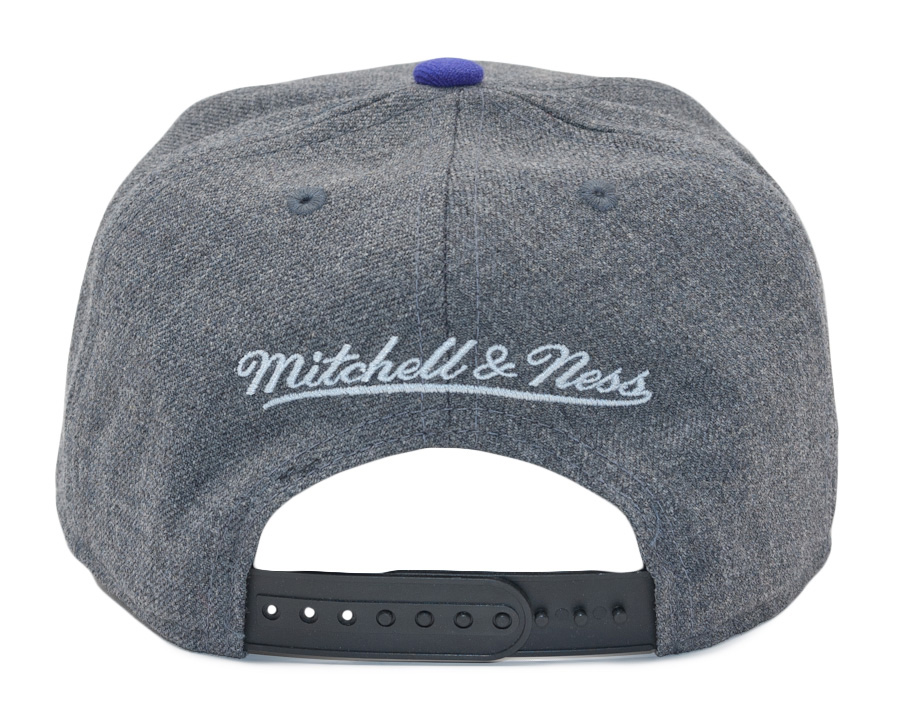
サイズ調整用のアジャスター
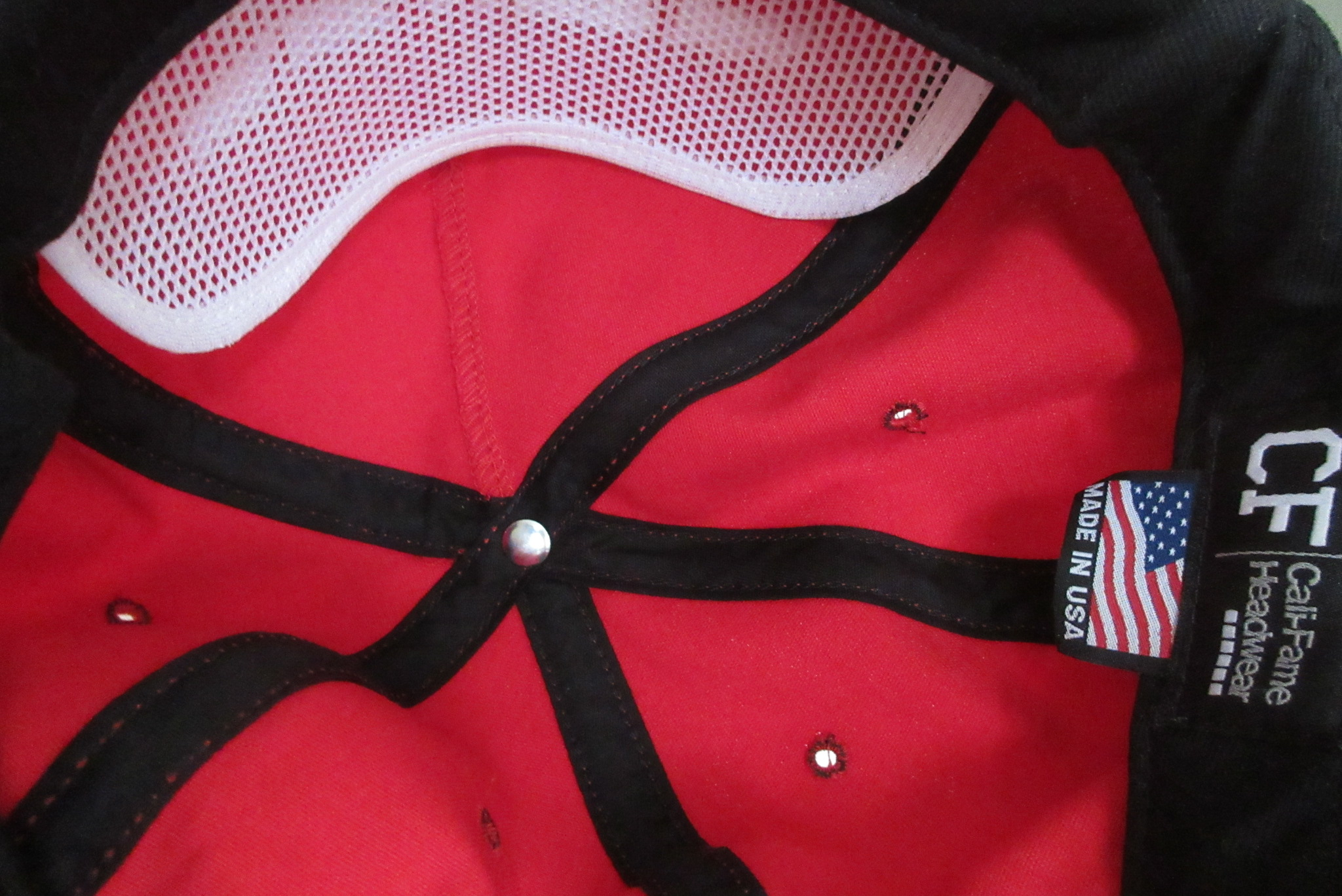
前面裏側のメッシュパネル

## 歴史

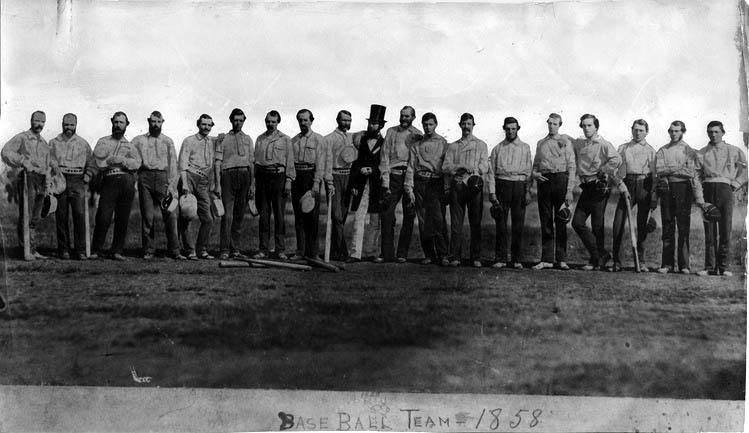
1858年の野球選手　向かって左側のチームはピルボックス型、右側は丸型で6枚接ぎの帽子を手にしている

野球帽の原型となる丸い帽子は1850年代以前から存在していたが、1860年前後に全米野球選手協会に所属するブルックリン・エクセルシオールというチームが導入したことによって広まったというのが定説となっている。
当時は円筒部に水平のストライプがあしらわれたピルボックス・キャップも多く使用されていたが、20世紀の初頭までには「ブルックリン・スタイル」と呼ばれたエクセルシオール型の帽子が優勢となり、さまざまな改良が重ねられた結果、1940年代にはほぼ現在と同じ形状となって定着した。
19世紀は外出の際に帽子を被るのが紳士淑女の嗜みとされており、この時代まではフットボールやテニス、ゴルフ、クリケットなど他のスポーツもキャスケットやカンカン帽などを被ってプレイしていた。しかし競技性の向上とともにプレイ中に落すなど支障が出てきたため、徐々にルールから外れ、無帽の選手が増えていった。野球コラムニストの綱島理友は、野球は「全員が同一ユニフォーム」という規則が存在したため、帽子をかぶる慣習が今に生き残ったという推論を主張している。

## ピルボックスキャップ

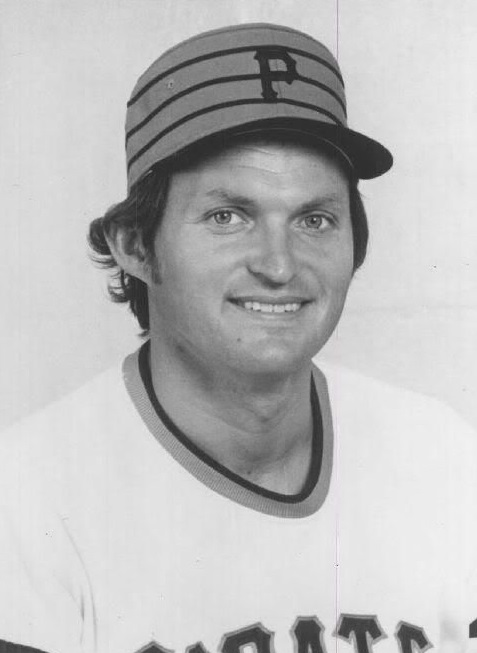
ピルボックス・キャップ

19世紀に一般的であった円筒形の野球帽。ピルボックスキャップという名称であるが、女性用でつばのないピルボックス帽（pillbox hat）よりもケピ帽やリッジウェイ・キャップなどに近い形状である。近年ではピッツバーグ・パイレーツが1976年から1986年にかけて採用していた。日本プロ野球においても、1979年のオールスターゲームで使用されたことがある。日本の高校野球においては、愛知県立旭丘高等学校や大阪府立市岡高等学校などで伝統として受け継がれている。

## アポロキャップ

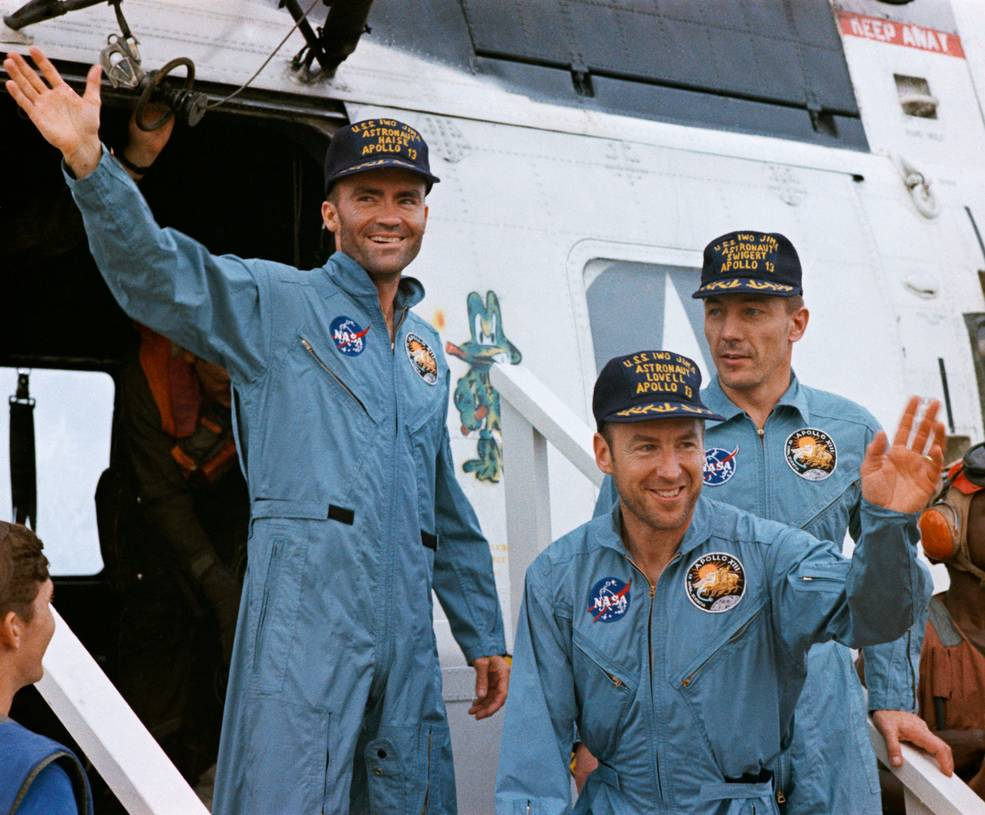
アポロキャップ

NASAがアポロ計画の頃から作業帽として使用していたタイプの帽子のことを、日本では特に「アポロキャップ」と呼んでいる。和製英語の俗称であるため定義は存在しないが、一般的にはNASAが採用していた前部がフラットな7枚接ぎで、前立て全体と庇に刺繍が入っているタイプのものがこう呼ばれることが多い。
この種の帽子はアメリカ合衆国を始めとする各国の警察、消防、軍隊、準軍事組織などで、略帽や活動帽、作業帽などとして利用される例が多く見られる。日本の自衛隊においても、部隊ごとに独自に作られる識別帽（スコードロンキャップ）として使用されている。

## トラッカーハット

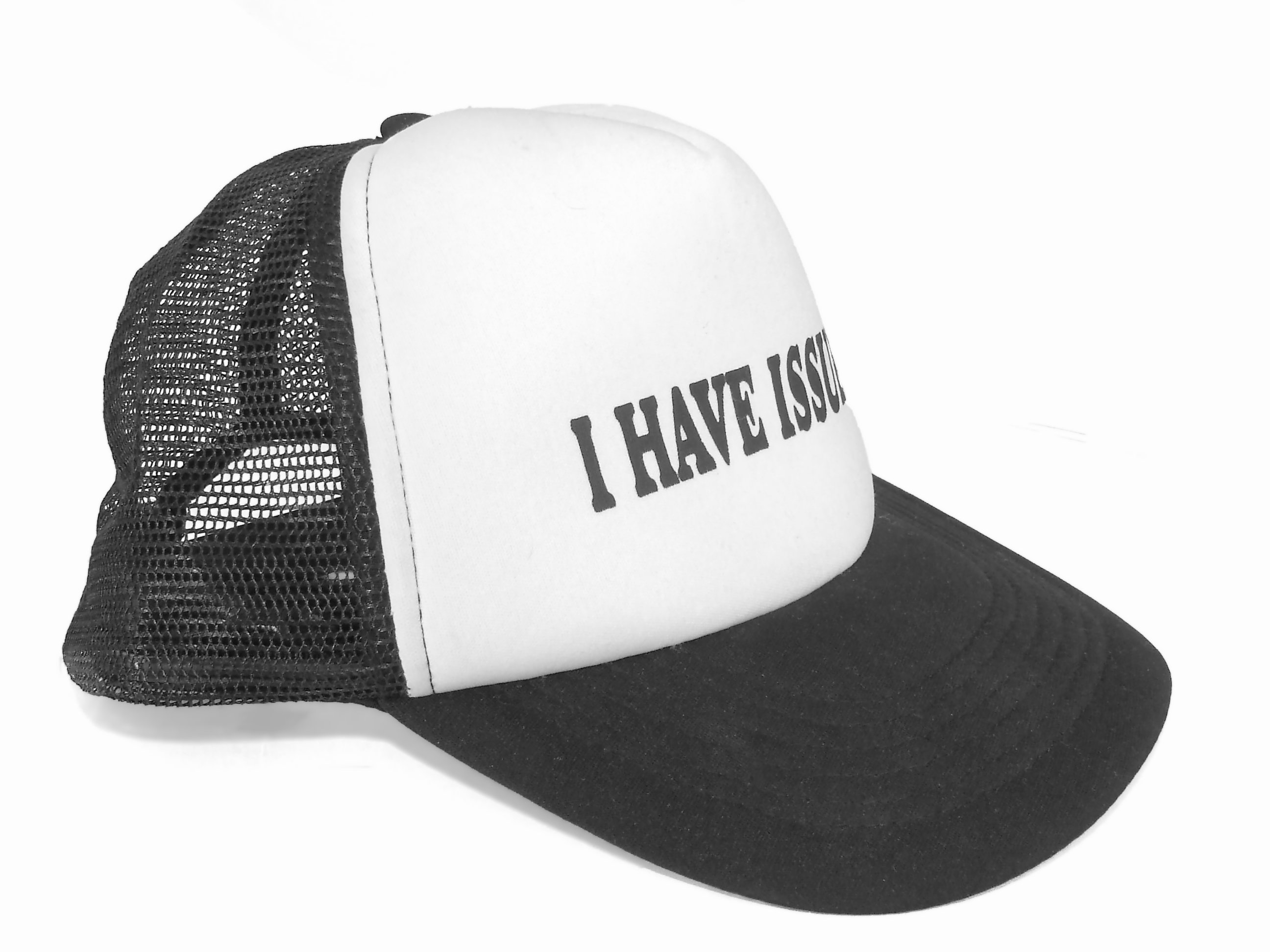
トラッカーハット

前面がポリウレタンフォーム製の、安価で簡素な作りのメッシュタイプのものはトラッカーハット（トラッカーキャップ）と呼ばれる。
これはアメリカにおいて、企業が宣伝のために自社のロゴや商品名などを配したものをトラック運転手などに無料配布したことに由来する。

## 日本におけるトラッカーハット

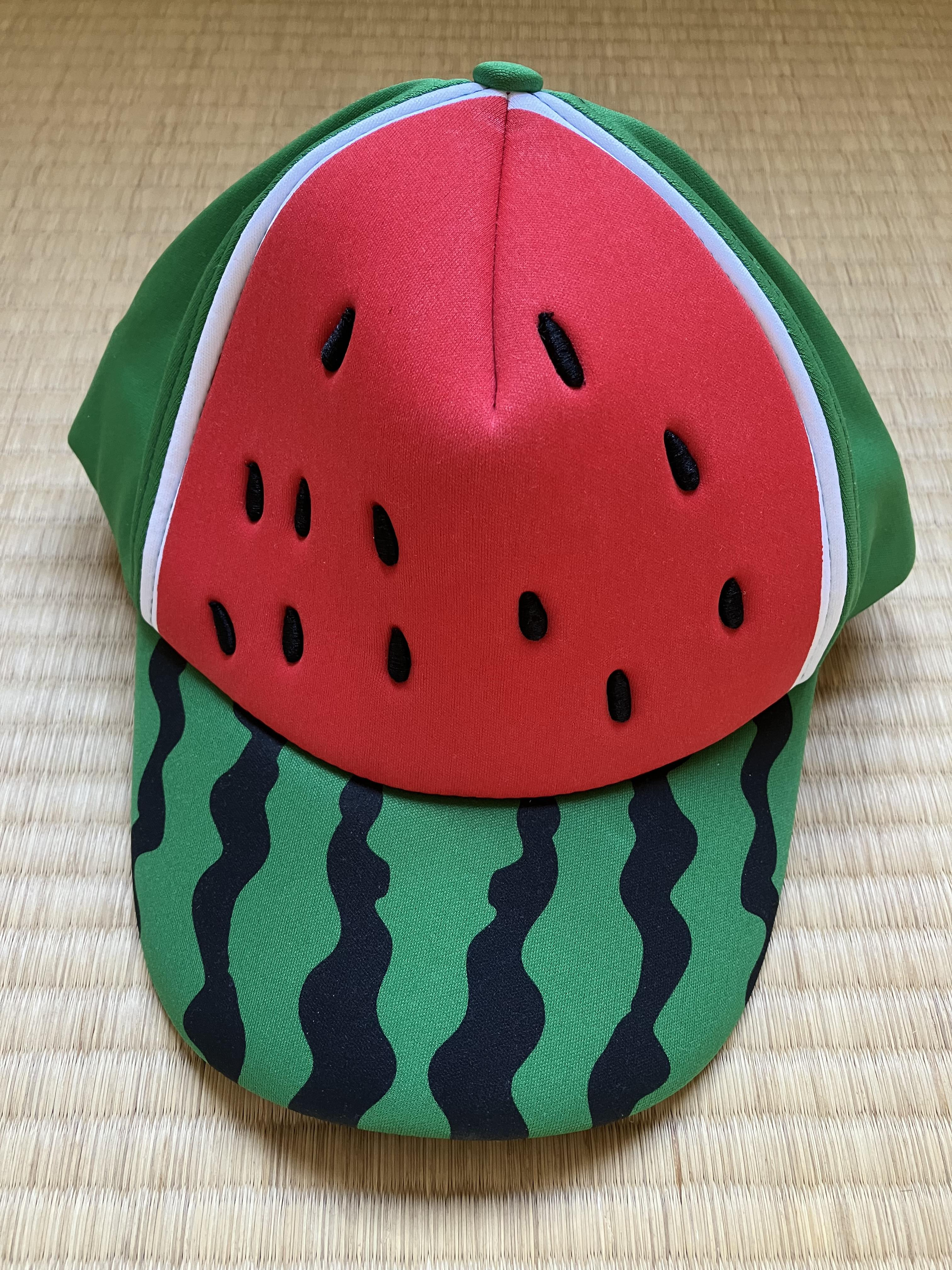
農産品の形状を再現したキャップの例

日本でも農協や農機具メーカーなどを中心に企業の宣伝や農産品の普及のために帽子が作成される場合がある。いわゆるトラッカーハットと呼ばれるものとは材質や仕立てが異なるものが多い。例えば今帰仁スイカキャップのように農産品そのものの形状を再現したデザインが存在する。

## ラリーキャップ
野球帽を裏返したり、前後を逆にしたり、つばを上向きに立てたりしてかぶること。試合展開が劣勢の際に、反撃や形勢逆転を祈願して行われるおまじないの一種。

## 野球帽とファッション
20世紀に入り、つばが長くなる傾向があり、これに伴い、本体の垂直化がみられるようになった。1996年、ニューエラ社に映画監督スパイク・リーから赤いニューヨーク・ヤンキースの帽子の制作オファーがかかり、これがカスタムキャップの発端となった。1990年代初頭から少年グループやラッパーの間でニューエラ社の野球帽が流行していたのも伴い、ファッションにおけるトレンドアイテムとなる。これは日本にも伝播し、これ以前は（球場周辺はともかく）街で野球帽をかぶるのは子供たちだけ、という環境に変化が訪れ、2004年にはニューエラ社が日本に進出。2005年より横浜ベイスターズのサプライヤーになり、ヒップホップ文化圏から徐々にファッションアイテムとしても広まっていった。以降、日本球団も日常使いのできる野球帽バリエーションを増やすことになる。ニューエラ社の野球帽は丸い本体とフラットなツバが特徴で、ゼロ年代の日本プロ野球ではこの流れに合わせ、旧来型の垂直帽と丸型帽を選手、チームスタッフによって選択可能にしていた球団も多い（福岡ソフトバンクホークス、東北楽天ゴールデンイーグルス等）。

## ギャラリー

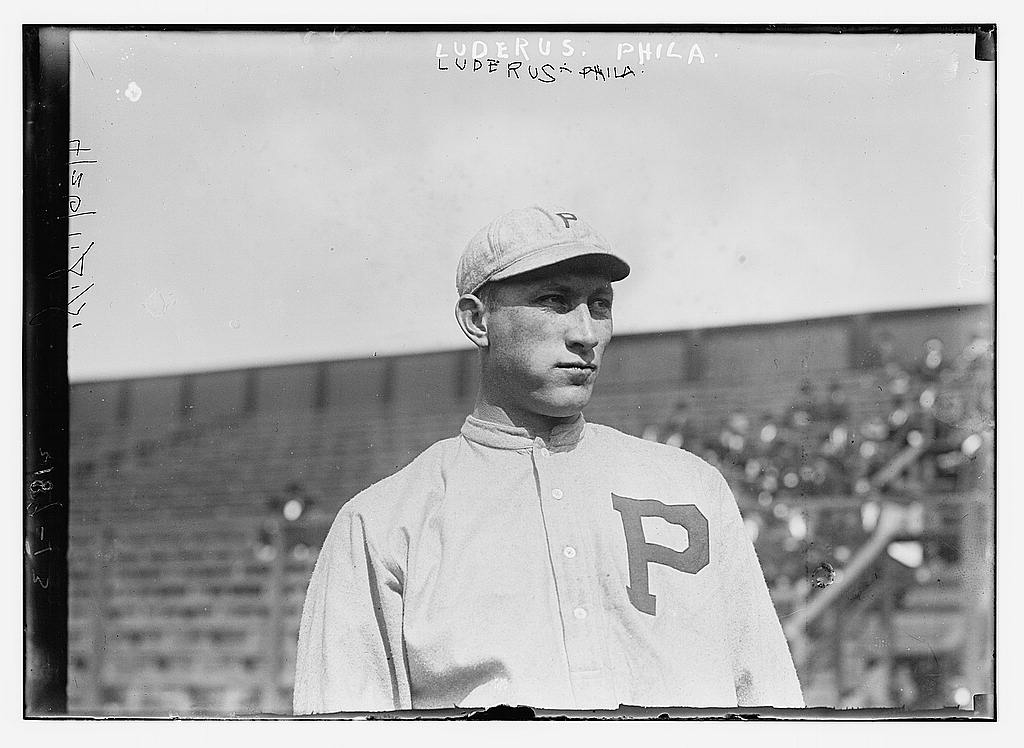
1910年代の野球帽　現在のものに比べて浅く庇も短い
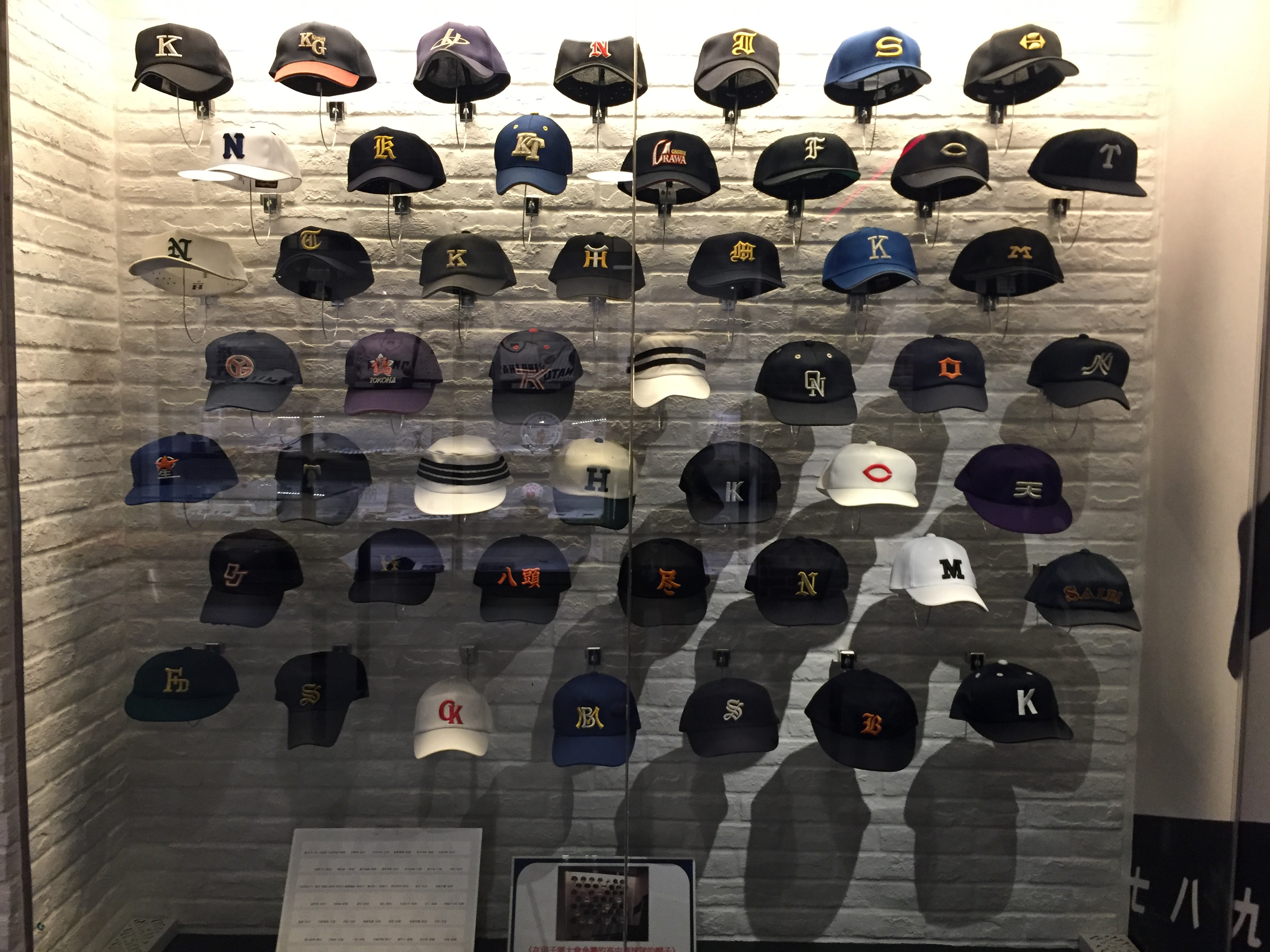
さまざまなデザインの野球帽（日本の高校野球）
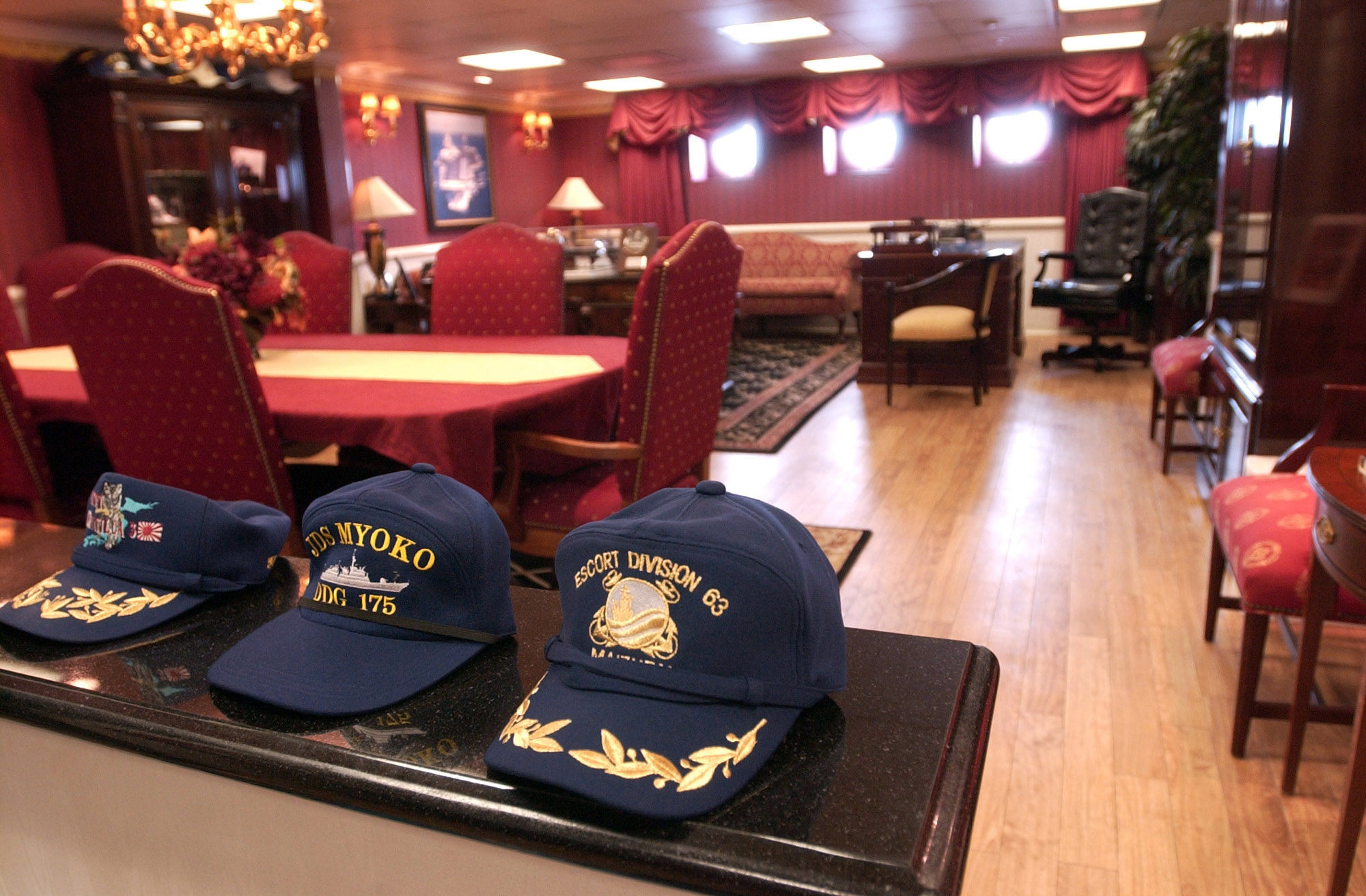
海上自衛隊の部隊識別帽（いわゆる「アポロキャップ」）
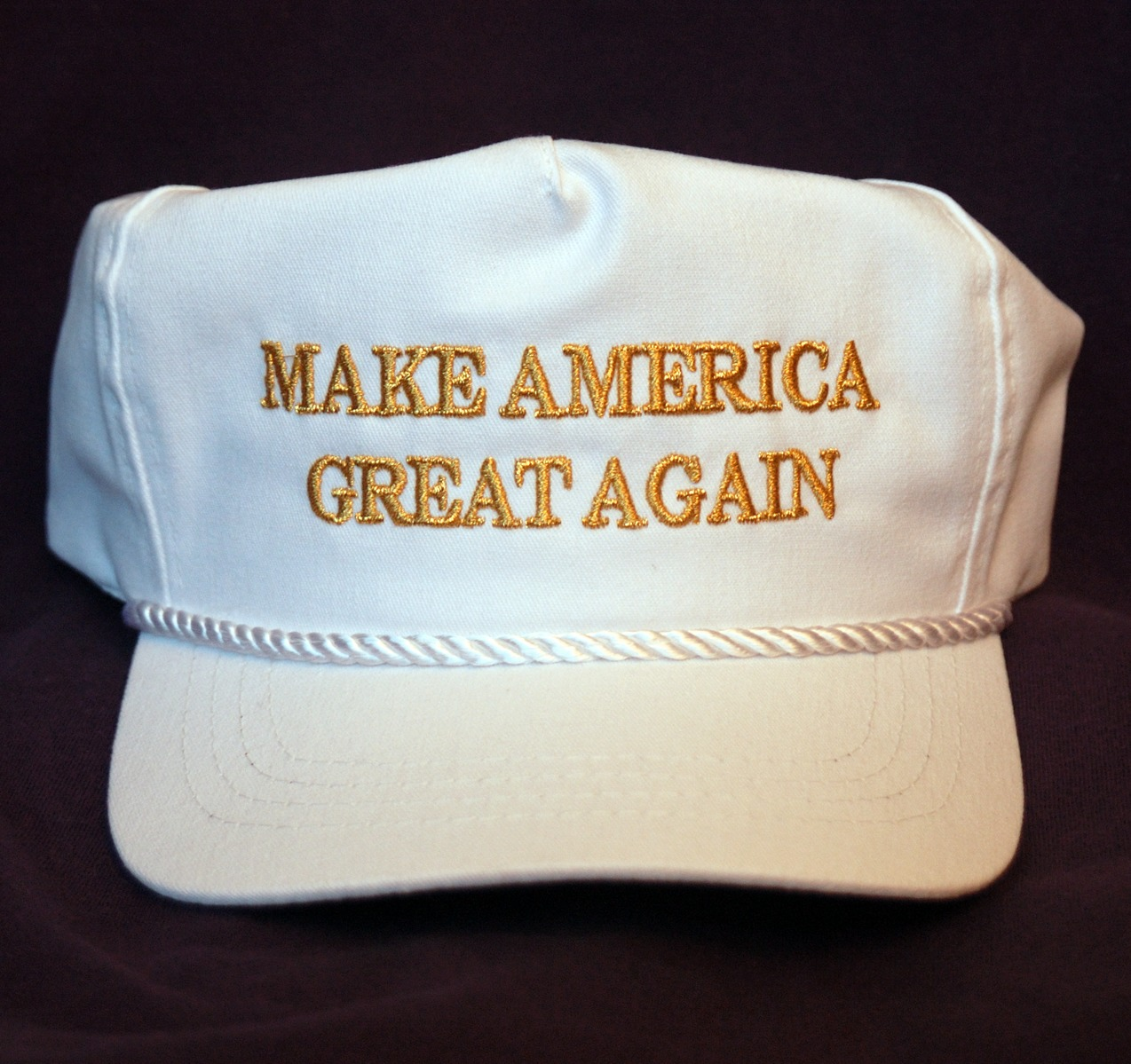
選挙運動のノベルティ　飾りひも付き
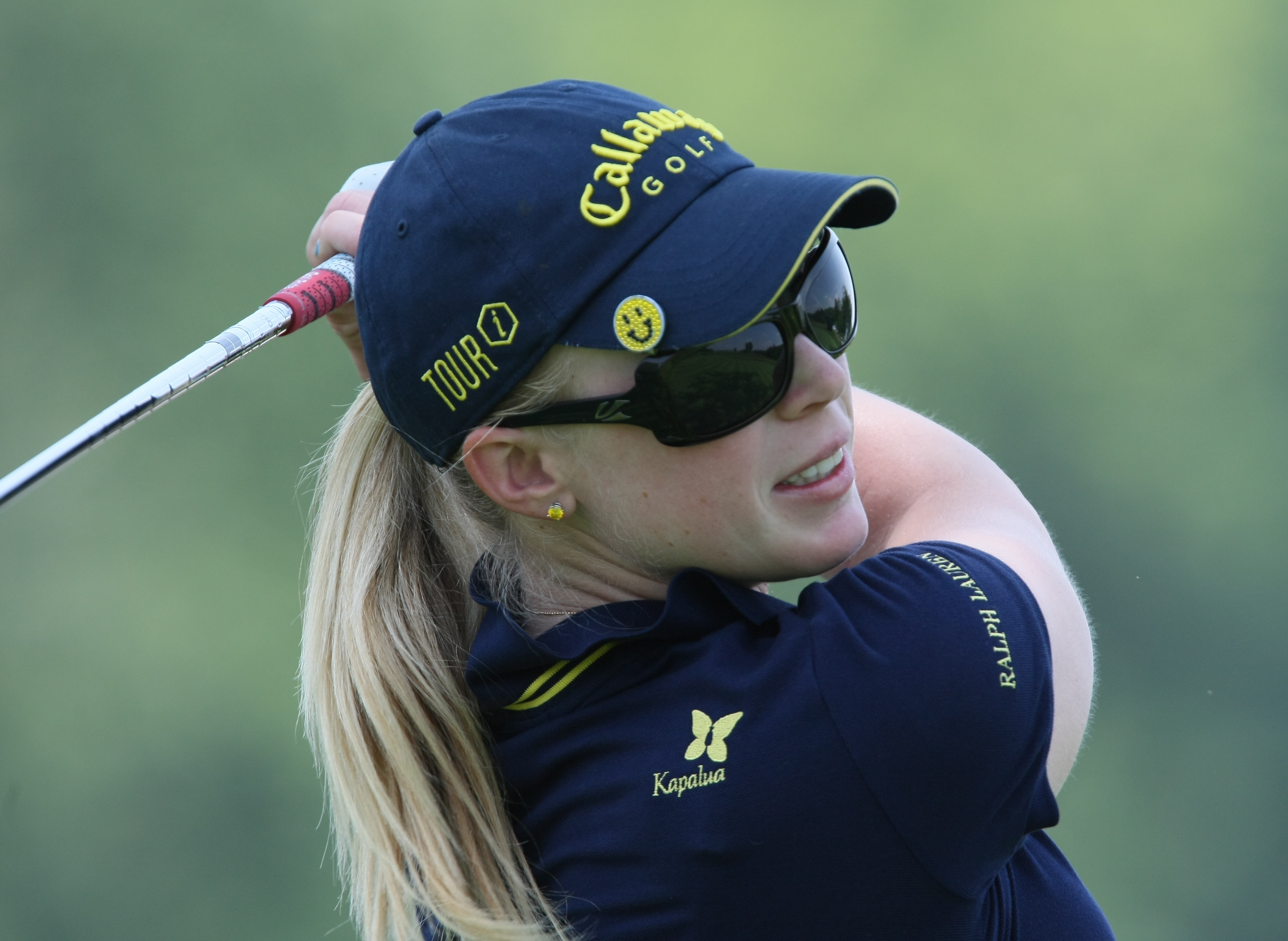
ゴルフ選手の着用例
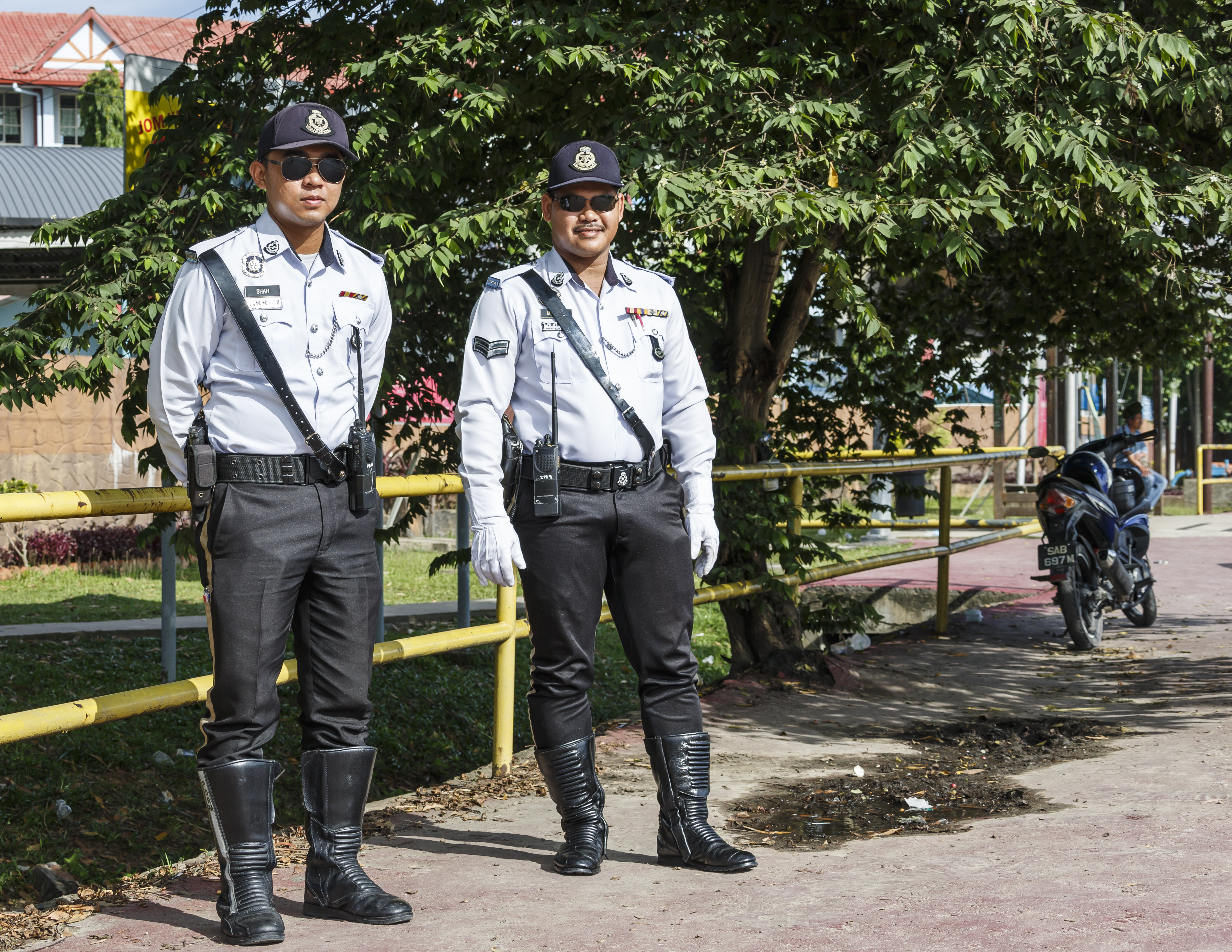
警察官の着用例（マレーシア）
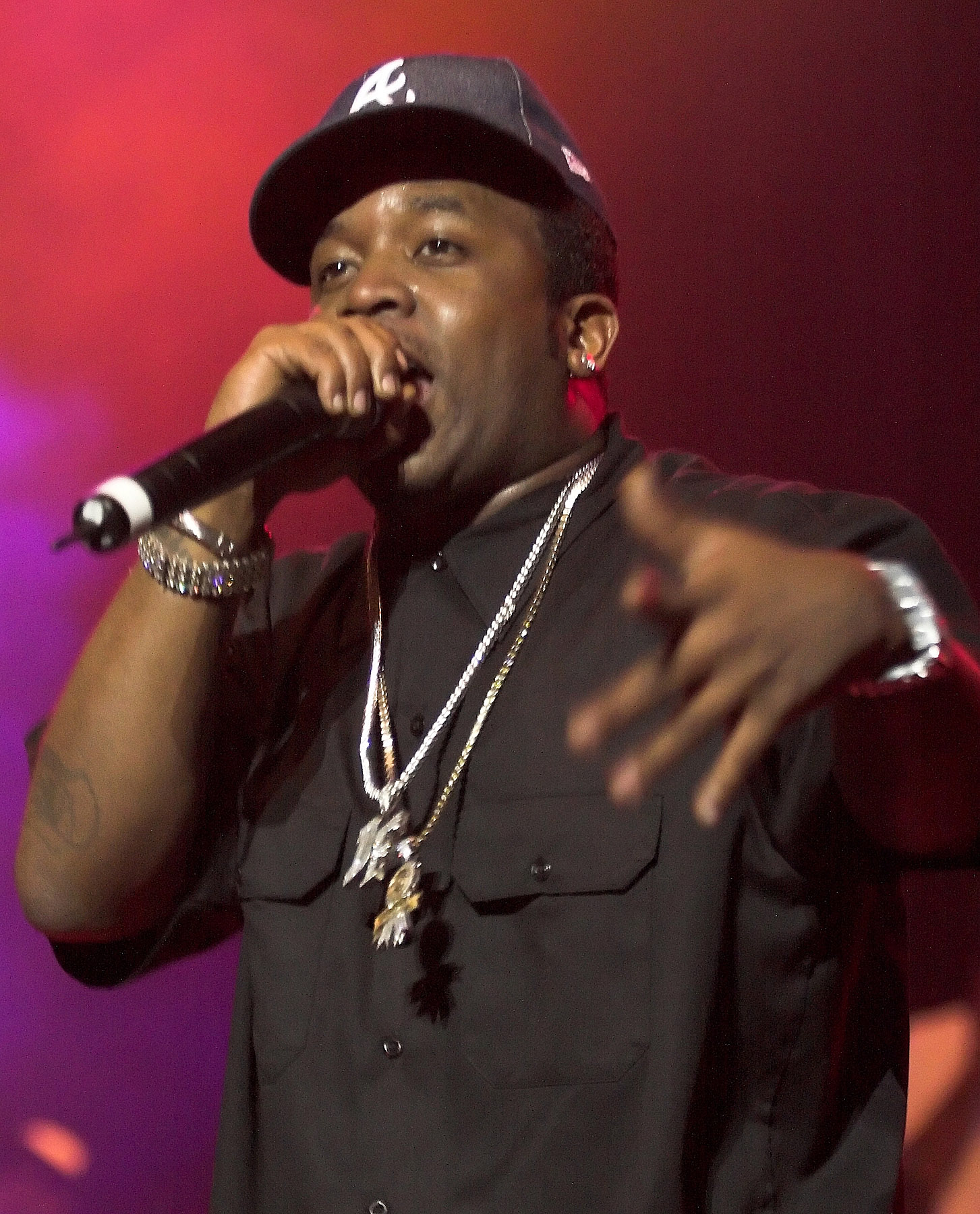
ラッパーの着用例